# Godó Ferenc
Godó Ferenc (Dorog, 1931. január 25. –) okleveles vegyészmérnök és környezetvédelmi szakmérnök.

## Munkássága
A Nyergesújfalui ETERNIT Művek igazgatója, majd a Budai Téglaipari Vállalat termelésiosztály-vezetője. Egyik szervezője a Dorogról elszármazottak baráti körének.

## Kitüntetései
- Építőipar Kiváló Dolgozója
- Tűzrendészeti Érdemérem arany fokozat